# 大莫戈伊村委员会
大莫戈伊村委员会（俄语：Большемогойский сельсовет）是俄罗斯联邦阿斯特拉罕州沃洛达尔斯基区所属的一个村委员会。其下辖有8个居民点，行政中心为大莫戈伊。据2015年统计，该村委员会的人口为1895人。